# Anastazjusz II (cesarz bizantyński)
Anastazjusz II, Artemios (zm. 721) – cesarz bizantyjski od 713 do 715 roku.
Nowy cesarz unieważnił dekrety swego poprzednika dotyczące monoteletyzmu. Zniszczono również wizerunki Filipika i zawieszono z powrotem obraz przedstawiający VI sobór powszechny w Konstantynopolu. Anastazjusz dokonał zmian w armii. Mianował nowego egzarchę Rawenny w Italii, a dowódcą armii na wschodzie uczynił Leona Izauryjczyka, torując mu drogę do korony cesarskiej.
Głównym celem cesarza było zawarcie pokoju z Arabami, najeżdżającymi na Azję Mniejszą. Nie udało się zawrzeć pokoju, gdyż poselstwo bizantyńskie zostało odesłane z powrotem z Damaszku przez kalifa Sulejmana. Poinformowało ono tylko o zbrojeniach arabskich. Cesarz wyznaczył wyspę Rodos jako miejsce koncentracji wszystkich wojsk z temów. Oddziały z temu Opsikon zaraz po wylądowaniu wszczęły rewoltę. Wycofały się następnie do swojego temu i tam w Adramytion obwołały cesarzem poborcę podatkowego, niejakiego Teodozjusza. Ten chciał uciec, lecz żołnierze go złapali i zmusili do przyjęcia tej godności. Rozpoczęła się wojna domowa. Trwała ona sześć miesięcy do końca sierpnia 715 roku. Wtedy to oddziały z temu Opsikon z pomocą Goto-Greków wprowadziły na tron Teodozjusza. Anastazjusz wstąpił do zakonu, chroniąc się w jednym z klasztorów Tesaloniki. Kilka lat później został skazany na śmierć, za próbę uzurpacji przeciw dawnemu podwładnemu, wtedy już cesarzowi Leonowi III Izauryjczykowi.